# Читање
Читање је когнитивни процес усвајања значења из писаних симбола (знакови, слова).

## Дефиниција
Дефинише се као дисјунктивна синтеза различитих операција, од перцепције, разумевања и рекогниције, преко меморисања и рефлексије, до онога што би било спекулација, имагинација и фантазија. Читање почиње од перцепције, иде преко разумевања, рекогниције, когниције, меморије, рефлексије, до овога што би било заборав и спекулација, имагинација и фантазија, а што не покрива појам разумевања.
Процес читања подстиче развој интелигенције, повезује писани и говорни језик и развија креативно мишљење и продубљује машту. Читање подстиче развој опажања, памћења и закључивања. Читањем дете упознаје други, различити свет, оно на тај начин учи о себи и другима.

## Читање као стваралачки чин
Увести дете у вештину читања и писања значи оспособити га да разуме живот -лични и духовни. Зато је важно да оно осети потребу за читањем, да му то буде радост и уживање. Читање као процес, човек усавршава читавог живота. Креће од првог разреда када се са успореног ишчитавања полако прелази на читање чија је брзина отприлике једнака брзини природног говора. Када ученик савлада технику читања онда се развија брзина читања. Од брзог читања ученик нема користи ако није разумео то што је прочитао. Брзина читања иде упоредо са брзином схватања односно разумевања прочитаног. Од нивоа схватања садржаја текста зависи правилност, брзина читања и уопште успешност читања. Брже и правилније читање доводи до потпунијег схватања и разумевања садржаја текста.
Прва фаза и почетак развијања љубави према читању је доживљај задовољства који деле деца и одрасли. То је први циљ-љубав и давање који треба да се оствари у контакту са књижевношћу за децу и са читањем уопште. У детињству се најраније формирају и развијају навике за читање. Пропуштено у детињству-непрочитана бајка, прича, роман за децу или дечји часопис неће се никад касније надокнадити. Празнина утиче на осиромашење младе личности и касније се споро и тешко јавља интересовање за књигу. Дете одмалена показује интересовање за непознато, необично, несвакидашње и разумљиво. Оно жели да сазна више о стварима, људима и људским односима изван своје породичне средине. То је почетак неисцрпних могућности које му може испунити књига. То је уједно и обавеза родитеља као његових првих васпитача да му помогну и омогуће овакве сусрете у раном детињству.

## Почеци развоја читања

### Активан читалац се формира у породици
За развој љубави према књизи неопходно је заједничко проведено време родитеља и деце: материјали које одрастао чита деци, прављење књига и новина, сецкање, лепљење посебно направљених књига, збирке бројалица, пословица и загонетки, прављење модела играчака по упутству, опремљен кутак за читање. Има деце која и после овладавањем вештином и техником читања траже од родитеља да им читају и препричавају текстове или читаве лекције. Уколико се такве жеље испуњавају дуго после наученог читања постоји опасност од стварања пасивног читаоца кога мрзи да сам чита, да читајући ужива и трага за лепотама израза, да само размишља о нијансама и особинама карактера јунака приче-инсистира на томе да му се све саопшти кроз препричавање. Тако формиран пасиван читалац касније се увек опредељује за ону врсту штампе која се одликује сиромаштвом језика и одсуством развијених књижевних форми. За такозвану петпарачку литературу која је писана рутински, без већег интелектуалног напрезања.

### Сликовнице-први сусрет са књигом
- У најранијем узрасту дете привлаче сликовнице
- У трећој и четвртој години дете поставља безброј питања родитељима и тражи додатна објашњења за безброј питања са страница које је видео
- Око шесте године стварају се веће могућности да дете прихвати књигу. Оно је зрелије са богатијим интелектуалним и емоционалним животом. Пажњу усредсређује на предмете и појаве. Поред жеље за игром, уз помоћ родитеља и васпитача јавља се и жеља за читањем, писањем и цртањем. Деца највише воле да им се читају бајке. У њима је сједињено реално и фантастично, а ликови су приказани јединствено и приступачно[4]
- Читање песама и прича утиче на машту и на морални лик детета, оно усваја чињенице кроз причање, објашњавање и читање а то је од значаја и за развој мишљења.

У овом узрасту, родитељи и остали чланови породице су водичи и саветодавци. Они објашњавају и приближавају књигу и тако развијају прво интересовање за читање. Одмах након првог сусрета са књигом дете делимично упознаје њен садржај што у њему ствара безброј питања. Одговори одраслих треба да буду јасни, блиски искуству и претходном знању малишана.
Краћа песмица или прича може се прочитати одједном, а дуже текстове треба поделити на више мањих целина. Да би читање било што адекватније тексту, родитељ треба да сам прочита и упозна садржај приче или песме. Према њему подешава се и начин читања-јачина гласа, наглашавање појединих реченица у дијалогу, ритам. Дете радо прихвата мелодичност говора и касније га подражава.
Предшколској деци треба читати полако, споро, како би могла да прате ток збивања. Велике су предности причања као облика рада са предшколским дететом. Причање пружа многе могућности. „Приче које му други причају и слике које дете посматра доприносе стварању појмова. Деца уживају да им се иста прича често понови, тако да је већ знају напамет“ Онај који прича у тренутку може да измени ток причања према реакцији детета. Током причања може се променити несрећни крај неке познате приче (Девојчица са шибицама). Родитељ који прича не гледајући у текст може своје мимике и покрете да стави у службу остварења оживљавања догађаја из песме или приче. Тако машта добија на значају и дете боље схвата вредност и лепоту уметничког дела. Осим утицаја на машту и на морални лик детета усвајање чињеница кроз причање, објашњавање и читање значајно је и за развој мишљења.
- Ученици у периоду од 8 до 10 године развијају потребу за стицањем нових знања, развијају смисао за лепо и племенито, подстичу развој интелектуалних и психолошких способности, развијају одређене навике у раду и понашању, развијају смисао за тачност, уредност, одговорност, користе штампану реч у практичном животу.[2]

## Почетно читање у основној школи
Почетно читање подразумева овладавање технике читања у узрасту деце од седам година. Учење читања је подстакнуто снажним мотивом ученика да што пре почне да сазнаје свет око себе, да се што брже и сигурније сналази у мору информација. Уколико квалитетније савлада читање, квалитетније ће се укључити у општи систем комуницирања.
Текстови за почетно читање требало би да буду кратки и садржајни. Мора се при томе водити рачуна о индивидуалним способностима ученика. Ученик је у овој фази научио да чита, отприлике, када његово читање постигне ток природног, нормалног говора. Уз све то, стално се има на уму важан захтев-да ученик разуме оно што чита.
Читање није могуће научити без много упорног вежбања. За усавршавање читања добро је увек налазити нове текстове. Понављање једног те истог текста методички није оправдано, јер ученик губи мотивацију и почиње механички да учи. Читање нових текстова за ученике значи разумевање нових ситуација, нове садржине, што га посебно мотивише.
Некада се тешко сналазимо у одељењу у коме већ има и добрих читача, оних што тек мало знају и оних што не знају да читају. Када одређујемо циљеве и задатке нашег рада, морамо водити бригу о овим као и низу других околности. Од њих зависи и избор метода рада у настави.

## Циљеви и задаци
Задаци су многобројни, а суштина је у следећем:
- да ученици савладају вештину читања;
- да читају течно и изражајно;
- да разумеју оно што прочитају;
- да обогаћују свој речник;
- да стекну одређене навике везане за читање и служење књигом.

Настава почетног читања има још задатака:
- да развија код ученика смисао за лепо и племенито;
- да подстиче тежњу и потребу за стицањем нових знања и да оспособљава ученике за самообразовање;
- да оспособи ученика за коришћење штампе у практичном животу;
- да подстиче развој интелектуалних и психолошких способности ученика;
- да код ученика развија одређене навике у раду и понашању;
- да развија код ученика смисао за тачност, одговорност итд.

## Процес читања
Читање је у животу савременог човека најважнија активност. Имајући то у виду, морамо морамо све учинити да ученици првог разреда, будући читаоци, савладају читалачку вештину у потпуности. То значи да читају ефикасно и да што пре буду способни да се користе књигом.
У том периоду је на букварској настави велика одговорност. Ученике у том периоду учења читања морамо оспособити да читају, а касније у фази усавршавања читања(тај процес траје годинама) да се самостално служе књигом.

## Методе и поступци у настави почетног читања
Могућа су два пута увођења ученика у почетно читање:
а) Да се пође од елемената језика (гласова и слова) па да се њиховом синтезом дође до целине (речи, реченица и текста) – синтетичка метода (синтеза):
Елементи (к+и+ш+а) целина (киша) = синтетичка метода.
б) Да се пође од језичке целине (текст, реченица, реч) и њиховом анализом дође до елемента (глас и слово) –аналитичка метода(анализа):
целина (киша) елементи (к+и+ш+а) = аналитичка метода.
Аналитичка и синтетичка вежбања су и поред модерних приступа, неопходна. Чак и када се речи и реченице одмах читају целовито, морају се имати на уму психолингвистичке основе читања.

## Синтетичке методе
- Метода срицања
- Шчитавање (зглашавање)
- Метода гласања
- Слоговна метода
- Метода природних гласова
- Појмовна (фонетичка метода)
- Фономимична метода
- Учење читања помоћу писања

## Аналитичке методе
- Метода текста
- Метода нормалних реченица
- Метода нормалних речи
- Метода нормалних слогова

## Аналитичко-синтетичке методе
- Гласовна аналитичко-синтетичка метода

## Карактеристике почетног читања
Ученик од наученог слова до квалитетног читања пролази одређене фазе:
- препознавање облика слова;
- шчитавање;
- читање-овладавање техником читања;
- усавршавање читања-увођење у изражајно читање;
- изражајно читање-највиши степен савладаности читања.

За ученика у овој фази учења најтежи је прелазак од шчитавања ка читању и захтева од наставника много умешности, упорности и стрпљења, како би ученици успешно савладали ову препреку.
Са ученицима који заостају треба радити индивидуално, на часовима допунске наставе.
Свакодневним вежбањем читања ученици квалитетније савлађују технику читања, аутоматизују процес читања.
Уз помоћ вежбања проверава се:
- степен савладаности технике читања;
- разумевање прочитаног;
- да ли је ученик усвојио одређену инструкцију или не.

## Развијање брзине читања
Постоје разне вежбе за убрзавање читања. На овом нивоу учења користе се следеће форме вежбања:
- тихо читање са ограниченим временом;
- изборно читање;
- допуњавање текста за изборно читање;
- вежбе брзог препознавања речи;
- вежбе брзог препознавања реченица;
- читање текста са екрана са различитим убрзањима.

## Грешке у почетном читању
- неправилна артикулација одређених гласова;
- ученик не препознаје одређеном брзином графичку структуру слова;
- тешко слива и повезује слова у јединствену синтетичку целину;
- неуравнотежена динамика изговарања појединих гласова у речи;
- замењивање слова сличне графичке структуре;
- изостављање појединих слова;
- срицање;
- неправилно дисање;
- уношење дијалекатских и локалних карактеристика у читање;
- лоша дикција;
- механичко читање;
- слоговно читање;
- ученик понавља прочитано;
- ученик”сецка”у току читања;
- изостављање гласова на крају речи;
- ученик не разуме оно што чита;
- неправилна интонација;
- отезање првог слова у речи;
- наглашено и одсечно читање речи;
- подизање и спуштање гласа;
- запажање тачке тек када се до ње дође;
- монотоно читање;
- пребрзо читање;
- успорено читање;
- неправилно сливање речи у реченице.